# Romà Forns
Romà Forns, né le 9 septembre 1885 à Barcelone et mort le 26 avril 1942 à Barcelone, est un footballeur espagnol reconverti entraîneur.
Ce catalan passe l'essentiel de sa carrière au FC Barcelone, d'abord comme joueur, puis comme dirigeant. Premier entraîneur espagnol du club blaugrana, il participe à la conquête de la première édition du Championnat d'Espagne. 

## Biographie
Romà Forns s'inscrit comme footballeur au FC Barcelone en 1903 ou 1904, où il joue comme attaquant pendant dix saisons. Aux côtés de Francisco Bru, Paulino Alcántara ou encore Jack Greenwell, il remporte le Championnat de Catalogne à cinq reprises et la Coupe du Roi en 1910. Il est sélectionné à au moins quatre reprises en sélection catalane (Catalan XI) entre 1910 et 1912.
En 1927, il est nommé entraîneur du club. Il est le premier Espagnol, et à plus forte raison le premier Catalan, à occuper le poste. Pour sa première saison il mène l'équipe des Josep Samitier, Emilio Sagi Liñán et Franz Platko à la victoire en Championnat de Catalogne et en Coupe du Roi, la seule compétition nationale de l'époque. 
L'année suivante, le club participe à la première édition du Championnat d'Espagne. Forns dirige l'équipe en février et mars, avant de quitter son poste lors de la démission du président Arcadi Balaguer, liée aux résultats décevants en championnat. Il devient alors l'adjoint de l'Anglais Jim Bellamy avec qui il remporte finalement la Liga.

## Palmarès
Joueur
- Coupe d'Espagne (1910)
- Championnat de Catalogne (1905, 1909, 1910, 1911, 1913)
- 4 sélections en équipe de Catalogne

Entraîneur
- Championnat d'Espagne (1929)
- Coupe d'Espagne (1928)
- Championnat de Catalogne (1928)